# Roger Browne
Roger Browne BD (cerca de 1541 - junho de 1601) foi um cónego de Windsor de 1571 a 1601.

## Carreira
Ele foi educado em Eton College e King's College, Cambridge, onde se formou BA em 1561, MA em 1564, BD em 1576.
Foi Vigário de South Weald, Essex (1567-1576), Reitor de Duddinghurst (1567-1584) e Reitor de Farnham Royal (1589-1601).
Ele foi nomeado para a sétima bancada na Capela de São Jorge, Castelo de Windsor, em 1571, e manteve a canonaria até 1601.